# Municipalità regionale della contea di Abitibi
La municipalità regionale di contea di Abitibi è una municipalità regionale di contea del Canada, localizzata nella provincia del Québec, nella regione di Abitibi-Témiscamingue.
Il capoluogo è Amos.

## Geografia antropica

### Suddivisioni amministrative
Città (1)
- Amos

Municipalità (12)
- Barraute
- Berry
- Champneuf
- La Corne
- La Morandière
- La Motte
- Preissac
- Rochebaucourt
- Saint-Dominique-du-Rosaire
- Saint-Félix-de-Dalquier
- Saint-Mathieu-d'Harricana
- Sainte-Gertrude-Manneville

Townships (3)
- Landrienne
- Launay
- Trécesson

Parrocchie civili (1)
- Saint-Marc-de-Figuery

Territori non organizzati (2)
- Lac-Chicobi
- Lac-Despinassy